# Einfache Klausel
Die einfache Klausel (§ 724, § 725 ZPO) ist die gängigste Art der Vollstreckungsklausel, die auf einen Titel (z. B. Urteil) gesetzt wird, damit aus diesem Titel zwangsvollstreckt werden kann. Sie wird vom Urkundsbeamten der Geschäftsstelle im Klauselerteilungsverfahren ausgefertigt. Sie ist zu unterscheiden von der  qualifizierten Klausel, die vom Rechtspfleger erteilt wird.

## Voraussetzungen
1. Antrag des Gläubigers
2. Titel
  1. formgültiger Titel
  2. vollstreckbarer Titel (also z. B. ein rechtskräftiges oder für vorläufig vollstreckbar erklärtes Urteil)
  3. vollstreckungsfähiger, bestimmter Inhalt des Titels
3. Kein Fall, der § 726 bis § 729 ZPO, da ansonsten eine qualifizierte Klausel vorläge.